# Lake Jack
Der Lake Jack (englisch, chinesisch 鲸波湖 Jingbo Hu, deutsch ‚Riesenwellesee‘)  ist ein zigarrenförmiger See an der Ingrid-Christensen-Küste des ostantarktischen Prinzessin-Elisabeth-Lands. In den Larsemann Hills liegt er unmittelbar nördlich des Blundell Peak.
Wissenschaftler einer von 1986 bis 1987 durchgeführten Kampagne der Australian National Antarctic Research Expeditions errichteten hier für biologische Arbeiten ein Lager. Sie benannten ihn nach einer Figur aus einem traditionellen englischen Kinderlied.